# Oenanthe oenanthe

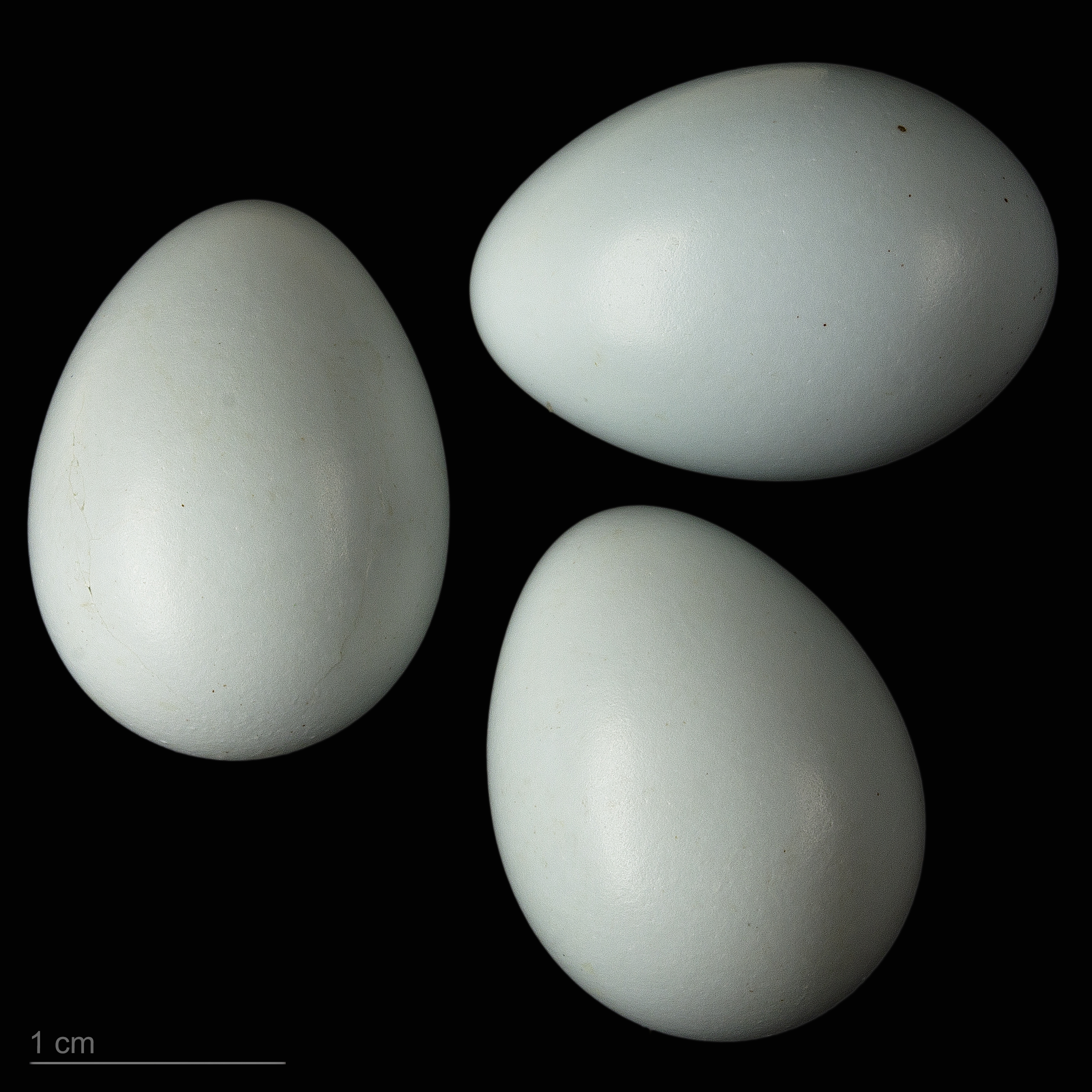
Oenanthe oenanthe oenanthe

Oenanthe oenanthe là một loài chim trong họ Muscicapidae.
Đây là loài chim di trú ăni côn trùng có khu vực sinh sản trong các xứ đá mở ở châu Âu và châu Á và tận đông bắc Canada và Greenland cũng như ở tây bắc Canada